# Арс-ан-Ре (кантон)
Арс-ан-Ре (фр. Ars-en-Ré) — кантон во Франции, находится в регионе Пуату — Шаранта. Департамент кантона — Шаранта Приморская. Входит в состав округа Ла-Рошель. Население кантона на 2006 год составляло 4619 человек.
Код INSEE кантона 1703. Всего в кантон Арс-ан-Ре входят 5 коммун, из них главной коммуной является Арс-ан-Ре.

## Коммуны кантона
- Арс-ан-Ре — население 1312 чел.
- Ла-Куард-сюр-Мер — население 1231 чел.
- Ле-Порт-ан-Ре — население 647 чел.
- Луа (Шаранта Приморская) — население 703 чел.
- Сен-Клеман-де-Бален — население 726 чел.